# Royal College of Psychiatrists

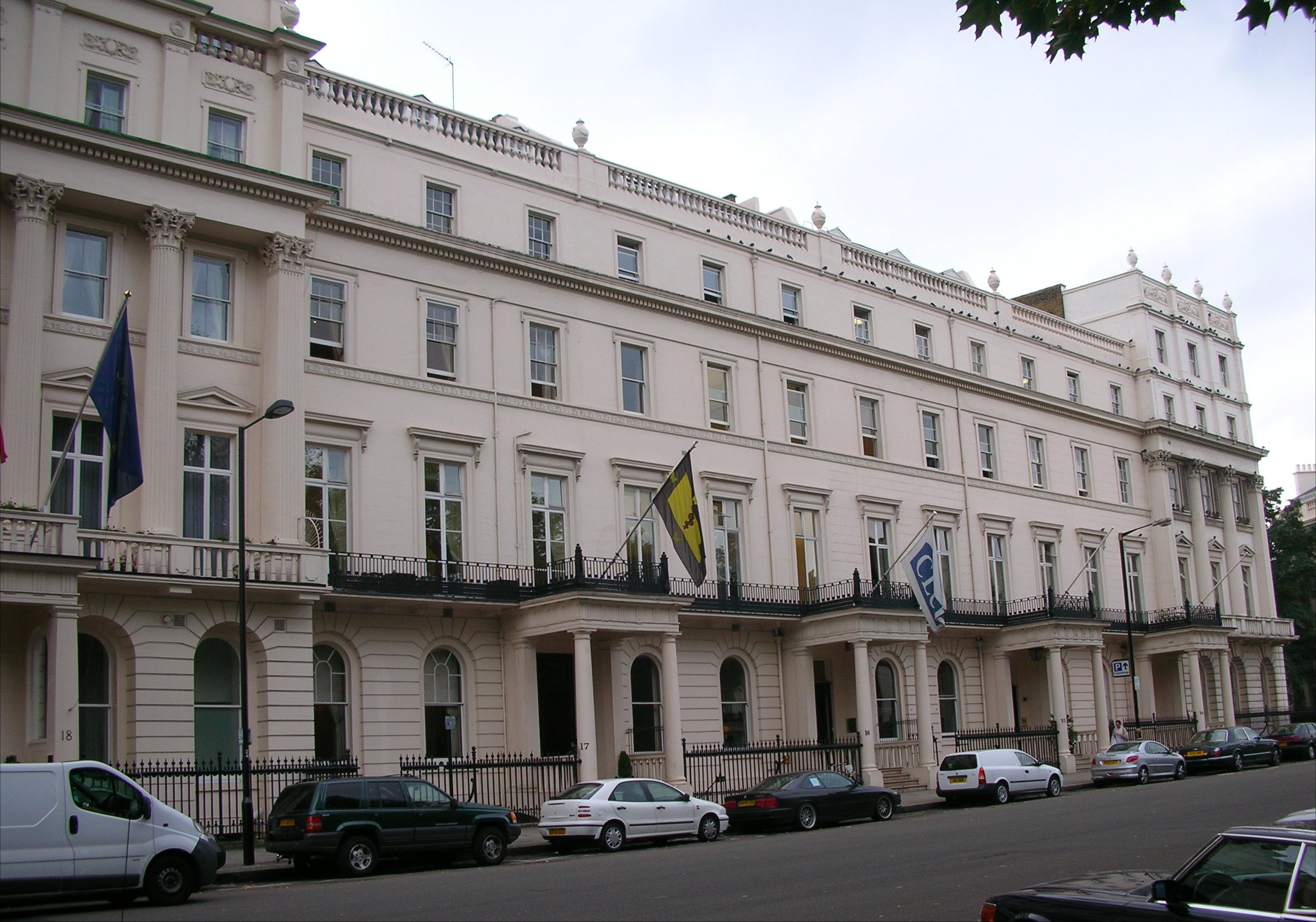
Royal College of Psychiatrists (building with yellow flag)

Il Royal College of Psychiatrists (Collegio Reale degli Psichiatri) è la principale organizzazione di psichiatria del Regno Unito, ma ora non più della Repubblica d'Irlanda, responsabile della rappresentanza degli psichiatri, della ricerca psichiatrica e del fornire un'alta qualità di informazione pubblica riguardo ai problemi di salute mentale. Il collegio provvede all'avviso dell'PMETB e del Deanaries, responsabili della ripartizione e della certificazione degli psichiatri nel Regno Unito.
Il collegio esiste sin dal 1841. Inizialmente conosciuto come "Association of Medical Officers of Asylums and Hospitals for the Insane" (Associazione dei Funzionari di Asili ed Ospedali per Dementi) (poi cambiato in Medico Psychological Association), nel 1926 ricevette il Regio decreto legge e divenne la "Royal Medico Psychological Association" e, infine, nel 1971, ricevendo un Decreto Supplementare, divenne l'attuale "Royal College of Psychiatrists".
Oltre a pubblicare molti libri e a produrre varie testate giornalistiche, il College provvede all'informazione sui problemi di salute mentale al pubblico.
I suoi uffici si trovano in Belgrave Square, a Londra.